# Дитячий пісенний конкурс Євробачення 2022
Дитячий пісенний конкурс «Євробачення-2022» (англ. Junior Eurovision Song Contest 2022, вірм. Մանկական Եվրատեսիլ 2022 երգի մրցույթ) — 20-й пісенний конкурс «Дитяче Євробачення», що пройшов у столиці Вірменії, Єревані, після перемоги співачки Малени з піснею «Qami Qami» на конкурсі 2021 року. Організацією Дитячого Євробачення 2022 займались Європейська мовна спілка й Суспільна телекомпанія Вірменії — ARMTV. Вірменія приймала Дитяче Євробачення вдруге (після попереднього проведення конкурсу у 2011 році).
У конкурсі взяли участь 16 країн. Велика Британія повернулась на конкурс через шістнадцять років після останньої участі, тим часом як Азербайджан, Болгарія та Німеччина відмовились від участі, а Росія була дискваліфікована з конкурсу. Цьогорічним переможцем дитячого Євробачення 2022 став Ліссандро, який представляв Францію з піснею "Oh Maman!" та став другим переможцем від цієї країни у конкурсі.

## Формат

### Місце проведення

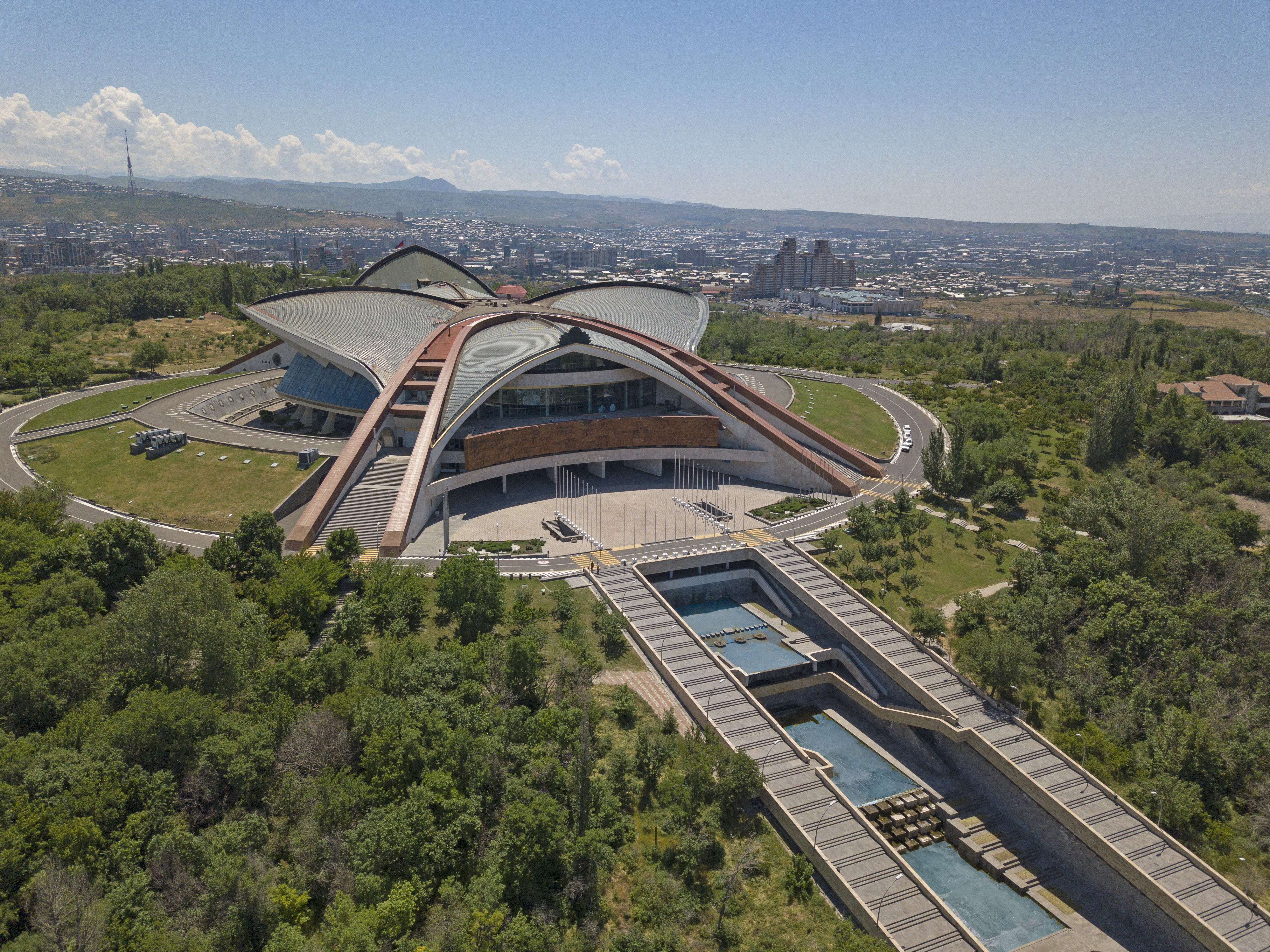
Спортивно-концертний комплекс імені Карена Демірчяна

На відміну від дорослого «Євробачення», країна-переможниця «Дитячого Євробачення» не отримує автоматичне право проведення конкурсу на своїй території наступного року. У 2014-2017 роках країна-переможниця могла як провести конкурс, так і відмовитись від цього. Так, у 2015 році Італія поступилась правом проводити конкурс Болгарії. 15 жовтня 2017 року ЄМС оголосила про продовження дії цієї системи, заявивши, що це дає організаторам більше часу на підготовку.
21 грудня 2021 року було оголошено, що Вірменія прийматиме конкурс 2022 року. 17 лютого 2022 року прем'єр-міністр країни заявив, що Дитяче Євробачення 2022 відбудеться на Спортивно-концертному комплексі імені Карена Демірчяна, де вже проходив конкурс 2011 року.

### Ведучі
Ведучі були оголошені 18 листопада 2022 року. Ведучими шоу були Івета Мукучян, Гарік Папоян та Карина Ігнатян. Ігнатян була учасником Дитячого Євробачення 2019 від Вірменії, а Мукучян була учасником від Вірменії на Євробаченні 2016. Робот Робін, робот зі штучними емоціями, розроблений вірменською IT-компанією Exper Technologies, був представлений як запрошений ведучий 1 грудня 2022 року. Робін був першим ведучим-роботом в історії Євробачення.

### Слоган та логотип
Оприлюднення логотипа та слогана конкурсу було відкладено через вересневі зіткнення між Вірменією та Азербайджаном. Пізніше 26 вересня 2022 року було оприлюднено логотип та слоган конкурсу «Spin the Magic». Головним мотивом ілюстрації є дзиґа у вірменському стилі.

## Учасники
Шістнадцять  країн підтвердили свою участь в конкурсі:
| №  | Країна             | Виконавці            | Пісня                    | Переклад                  | Мова                      | Місце | Бали |
| -- | ------------------ | -------------------- | ------------------------ | ------------------------- | ------------------------- | ----- | ---- |
| 1  | Нідерланди         | Луна                 | «La festa»               | «Фестиваль»               | Нідерландська, англійська | 7     | 128  |
| 2  | Польща             | Лаура                | «To the Moon»            | «На місяць»               | Польська, англійська      | 10    | 95   |
| 3  | Казахстан          | Давід Чарлін         | «Жер-Ана (Mother Earth)» | «Матінка земля»           | Казахська, англійська     | 15    | 47   |
| 4  | Мальта             | Гайя Гамбуцца        | «Diamonds in the Skies»  | «Діаманти в небі»         | Англійська                | 16    | 43   |
| 5  | Італія             | Шанель Ділекта       | «Bla Bla Bla»            | «Бла бла бла»             | Італійська, англійська    | 11    | 95   |
| 6  | Франція            | Ліссандро            | «Oh Maman!»              | «Ой Мама!»                | Французька                | 1     | 203  |
| 7  | Албанія            | Кейтлін Дьжата       | «Pakëz diell»            | «Трохи сонця»             | Албанська                 | 12    | 94   |
| 8  | Грузія             | Маріам Біґвава       | «I Believe»              | «Я вірю»                  | Грузинська, англійська    | 3     | 161  |
| 9  | Ірландія           | Софі Леннон          | «Solas»                  | «Світло»                  | Ірландська                | 4     | 150  |
| 10 | Північна Македонія | Лара, Ірина та Йован | «Животот е пред мене»    | «Моє життя попереду мене» | Македонська, англійська   | 14    | 54   |
| 11 | Іспанія            | Карлос Іґес          | «Señorita»               | «Сеньйорита»              | Іспанська, англійська     | 6     | 137  |
| 12 | Велика Британія    | Фрейя Скай           | «Lose My Head»           | «Втрачу голову»           | Англійська                | 5     | 146  |
| 13 | Португалія         | Ніколас Алвес        | «Anos 70»                | «70-ті роки»              | Португальська             | 8     | 121  |
| 14 | Сербія             | Катаріна Савіч       | «Свет без Граница»       | «Світ без кордонів»       | Сербська                  | 13    | 92   |
| 15 | Вірменія           | Наре                 | «Dance!»                 | «Танцюй!»                 | Вірменська, англійська    | 2     | 180  |
| 16 | Україна            | Злата Дзюнька        | «Незламна»               | —                         | Українська, англійська    | 9     | 111  |

## Результати голосування
| Країна             | Місце | Бали від глядачів | Бали від журі | Бали від журі | Бали від журі | Бали від журі | Бали від журі | Бали від журі | Бали від журі | Бали від журі | Бали від журі | Бали від журі      | Бали від журі | Бали від журі   | Бали від журі | Бали від журі | Бали від журі | Бали від журі | Бали від журі |                          |     |
| Країна             | Місце | Бали від глядачів | Нідерланди    | Польща        | Казахстан     | Мальта        | Італія        | Франція       | Албанія       | Грузія        | Ірландія      | Північна Македонія | Іспанія       | Велика Британія | Португалія    | Сербія        | Вірменія      | Україна       | Загалом       | Загальна кількість балів |     |
| ------------------ | ----- | ----------------- | ------------- | ------------- | ------------- | ------------- | ------------- | ------------- | ------------- | ------------- | ------------- | ------------------ | ------------- | --------------- | ------------- | ------------- | ------------- | ------------- | ------------- | ------------------------ | --- |
| Нідерланди         | 7     | 70                |               |               | 3             | 8             |               | 3             | 7             |               | 4             | 3                  | 8             | 7               |               | 6             | 6             | 3             | 58            | Загальна кількість балів | 128 |
| Польща             | 10    | 53                | 2             |               |               | 5             | 5             |               | 8             |               | 3             | 4                  | 2             |                 |               |               | 7             | 6             | 42            | 95                       |     |
| Казахстан          | 15    | 42                |               |               |               |               | 4             | 1             |               |               |               |                    |               |                 |               |               |               |               | 5             | 47                       |     |
| Мальта             | 16    | 33                |               |               |               |               |               |               | 1             |               |               |                    | 5             |                 |               |               | 3             | 1             | 10            | 43                       |     |
| Італія             | 11    | 53                |               |               | 4             | 2             |               | 2             | 12            | 12            |               |                    |               |                 | 6             | 3             | 1             |               | 42            | 95                       |     |
| Франція            | 1     | 71                | 12            | 5             | 8             |               | 12            |               | 10            | 10            | 12            | 10                 | 6             | 10              | 12            | 10            | 10            | 5             | 132           | 203                      |     |
| Албанія            | 12    | 43                |               | 6             | 6             | 7             | 3             | 8             |               | 4             | 7             |                    |               | 4               | 1             | 5             |               |               | 51            | 94                       |     |
| Грузія             | 3     | 47                | 8             | 12            | 7             | 6             | 10            | 5             | 2             |               | 2             | 8                  | 10            | 5               | 10            | 7             | 12            | 10            | 114           | 161                      |     |
| Ірландія           | 4     | 62                | 7             | 10            |               | 12            | 6             | 10            |               | 2             |               | 7                  | 3             | 6               | 4             | 12            | 2             | 7             | 88            | 150                      |     |
| Північна Македонія | 14    | 42                | 1             |               |               |               |               |               |               |               | 5             |                    |               |                 |               | 4             |               | 2             | 12            | 54                       |     |
| Іспанія            | 6     | 78                | 3             | 1             | 2             | 10            | 1             | 4             | 4             | 1             | 1             | 5                  |               | 12              | 2             | 1             | 8             | 4             | 59            | 137                      |     |
| Велика Британія    | 5     | 80                | 6             | 3             | 1             | 1             | 8             | 7             | 6             | 8             |               | 2                  | 4             |                 | 3             |               | 5             | 12            | 66            | 146                      |     |
| Португалія         | 8     | 70                | 4             | 4             | 5             |               | 7             | 6             |               | 7             |               | 6                  | 7             | 1               |               |               | 4             |               | 51            | 121                      |     |
| Сербія             | 13    | 51                | 10            | 8             |               |               | 2             |               |               | 3             | 8             | 1                  | 1             | 3               | 5             |               |               |               | 41            | 92                       |     |
| Вірменія           | 2     | 70                | 5             | 2             | 12            | 4             |               | 12            | 5             | 5             | 10            | 12                 | 12            | 8               | 7             | 8             |               | 8             | 110           | 180                      |     |
| Україна            | 9     | 64                |               | 7             | 10            | 3             |               |               | 3             | 6             | 6             |                    |               | 2               | 8             | 2             |               |               | 47            | 111                      |     |

## Інші учасники
Щоб країна мала право на потенційну участь в конкурсі, вона повинна бути активним членом Європейської Мовної Спілки. У деяких випадках допускається участь й асоційованих членів, доступ до Дитячого Євробачення які отримують після індивідуального запрошення від ЄМС.

### Відмова
- Азербайджан — у січні 2022 року Ельдар Расулов, член азербайджанської делегації, заявив, що країна повинна брати участь незалежно від того, де проводиться конкурс, у відповідь на чутки про те, що Азербайджан відмовиться від участі у 2022 через майбутній конкурс, який відбудеться у Вірменії[9]. Проте Азербайджан не з'явився в офіційному списку учасників[10].

- Бельгія — бельгійська телекомпанія VRT підтвердила, що країна не повернеться на Дитяче Євробачення 2022, адже хоче зосередитися на учасниках внутрішніх бельгійських конкурсів[11].
- Данія — країна відмовилася від участі у зв'язку з незацікавленістю в дитячій версії Євробачення[12].
- Естонія — національний мовник ERR заявив, що не дебютуватиме цього року через фінансові обмеження, проте «не закриває двері» для можливої участі країни в майбутньому[13].
- Ізраїль — мовник IPBC зазначив, що країна не братиме участь у конкурсі, бо хоче більше зосередитися на основному Євробаченні[14].
- Ісландія — у 2021 році ісландська телекомпанія RÚV відправляла делегацію на конкурс для спостереження за шоу, а також транслювала шоу із затримкою на 2 години 45 хвилин, що отримало 96 % переглядів, попри те, що країна не брала участі[15][16]. Однак глава пресслужби мовника Рунар Фрейр заявив, що ще «занадто рано говорити», чи дебютує Ісландія у 2022 році. Пізніше Ісландія підтвердила, що вони не дебютують у 2022 році, але продовжують спостерігати за конкурсом.[17]
- Литва — мовник країни LRT підтвердив відмову від участі без додаткових пояснень[18], проте минулого року причинами неучасті Литви в конкурсі були названі велика вартість участі та низький інтерес аудиторії до Дитячого Євробачення[19].
- Словенія — голова словенської делегації Маруся Кобаль зазначила, що країна розглядає можливість повернення у 2022 році та повідомить своє рішення пізніше[20]. 29 травня 2022 року було повідомлено, що Словенія не братиме участь цього року, оскільки участь у Дитячому Євробаченні не входить у план їх програм[21].
- Фінляндія — фінська телекомпанія Yle оголосила, що Фінляндія не дебютуватиме на конкурсі 2022 року, оскільки вони «не хочуть створювати нових дитячих зірок або почуватися комфортно з дітьми, які змагаються в таких видах шоу»[22].
- Чорногорія — чорногорський мовник RTCG оголосив, що Чорногорія не повернеться до конкурсу у 2022 році через нестачу коштів і більшу зосередженість на «дорослому» Євробаченні[23].
- Швейцарія — у травні 2022 року швейцарська телекомпанія SRF без додаткових пояснень зазначила, що країна не буде учасницею конкурсу[24]. Пізніше Джоанн Голдер, голова іншого швейцарського мовника — RSI — також повідомила, що Швейцарія не повернеться на Дитячий пісенний конкурс Євробачення 2022 та зазначила, що «двері не закриті» для можливого повернення в майбутньому[25].

Відмовилися без додаткових пояснень:
- Австрія[26]
- Латвія[12]
- Молдова[12]
- Норвегія[26]
- Румунія[27]
- Сан-Марино[28]
- Уельс[29]
- Швеція[30]

### Асоційовані члени ЄМС

#### Відмова
- Австралія — у квітні 2022 року Австралійська телерадіомовна корпорація підтвердила відмову від участі[31], хоча країна все ще може бути учасницею, якщо отримає запрошення від Спілки.

### Колишні члени ЄМС
- Білорусь — 1 липня 2021 року членство білоруської «Національної державної телерадіокомпанії Республіки Білорусь» в ЄМС було призупинено, через що країна втратила права на трансляцію конкурсу та участь у ньому[32]. У серпні того ж року з'явилось підтвердження, що припинення членства триватиме до 2024 року, але Спілка зберігає за собою право в будь-який момент переглянути це рішення[33].
- Росія — після дискваліфікації з Пісенного конкурсу Євробачення 2022 у зв'язку з повномасштабним вторгненням в Україну 24 лютого 2022 року[34][35][36] та подальшого відсторонення російських мовників від роботи[37], країна більше не має доступу до будь-яких подій Євробачення.